# Rhaphidophora decursiva
Rhaphidophora decursiva (Roxb.) Schott  – gatunek wieloletnich, wiecznie zielonych pnączy z rodziny obrazkowatych, pochodzących z obszaru od Himalajów do Wietnamu, zasiedlających lasy deszczowe. Komórki tych roślin posiadają 60 chromosomów tworzących 30 par homologicznych.